# Trận Harlaw
Trận Harlaw (tiếng Scottish Gaelic: Cath Gairbheach) là một cuộc chiến gia tộc Scotland diễn ra vào ngày 24 tháng 7 năm 1411, phía bắc của Inverurie ở Aberdeenshire. Nó là một trong một loạt các trận đánh trong thời Trung Cổ giữa các nam tước của đông bắc Scotland chống lại những nam tước ở bờ biển phía tây.
Cuộc chiến nhằm giải quyết tranh chấp chủ quyền đối với Lãnh địa bá tước Ross, một khu vực rộng lớn ở miền bắc Scotland. Robert Stewart, Công tước xứ Albany, Nhiếp chính vương của Scotland, đã nắm quyền kiểm soát đối với lãnh địa bá tước là người giám hộ của cô cháu gái Euphemia Leslie. Tuyên bố này đã bị tranh cãi bởi Donald, Chúa Isles, người đã kết hôn với người dì Euphemia Mariota. Donald Ross xâm lược với ý định chiếm đoạt lãnh địa bá tước bằng vũ lực.
Đầu tiên, ông đã đánh bại một lực lượng quân lớn của Mackays trong trận Dingwall. Ông đã chiếm được lâu đài Dingwall và sau đó tiến vào Aberdeen với 10.000 quân nhân thị tộc. Gần Inverurie ông đã gặp 1.000-2.000 quân của tầng lớp dưới quý tộc địa phương, nhiều người mang áo giáp, được Bá tước Mar tập hợp một cách vội vàng. Sau một ngày giao tranh ác liệt không có bên giành chiến thắng rõ ràng; Donald đã mất 900 quân trước khi rút lui trở lại quần đảo Tây, còn Mar đã mất 500 quân. Mar có thể tuyên bố một chiến thắng chiến lược trong đó Aberdeen đã được giải cứu, và trong vòng một năm Albany đã chiếm lại Ross và buộc Donald đầu hàng. Tuy nhiên sau đó Mariota đã được giao làm Lãnh địa bá tước Ross trong năm 1424 và chúa các hòn đảo và giữ quyền này trong phần lớn thế kỷ 15.
Tính khốc liệt của trận chiến đã mang lại cho nó biệt danh "Harlaw Đỏ". Trận chiến được tưởng niệm bằng một cột đá cao 40 foot (12 m) trên chiến trường gần thị trấn Inverurie, được cho là của nhà thờ tại Chapel of Garioch, và bởi những bản ballad và âm nhạc.